# 치니쿠오돈과
치니쿠오돈과(Chiniquodontidae)는 트라이아스기 중-후기 현재의 남미와 아프리카에 살았던 키노돈트이다. 치니쿠오돈과에는 현재 2속이 속하는데 하나는 알레오돈, 다른 하나는 치니쿠오돈이다. 벨레소돈(Belesodon)과 프로벨레소돈(Probelesodon)은 치니쿠오돈의 학명이명으로 간주된다.